# Nederlandse Export Papierfabriek
De Nederlandse Export Papierfabriek (Nefa) was een papierfabriek in Nijmegen, gelegen aan de Tollensstraat.

## Geschiedenis
De uit Sundern afkomstige J. Scheffer Hoppenhöfer, eigenaar van enkele Duitse papierfabrieken, opende in 1919 ook in Nijmegen een papierfabriek. Reden was dat er, vlak na de Eerste Wereldoorlog, een afkeer van Duitse producten bestond. De Nijmeegse fabriek kon daarentegen zijn producten als Nederlands fabricaat in de markt zetten. Een leegstaande fabriek werd gekocht. Men produceerde aanvankelijk toiletpapier waartoe in 1925 een eerste toiletpapiermachine werd aangeschaft. In 1930 werd ook een machine voor zijdepapier aangeschaft, waarmee men servetten produceerde. In 1933 breidde men het productiepakket uit met celstofwatten voor verpakkingsdoeleinden en een zuiverder kwaliteit voor in ziekenhuizen. In 1934 werd hiermee ook maandverband geproduceerd onder de merknaam Nefa. Nog voor 1940 ging men ook wegwerpluiers en huishoudpapier vervaardigen.
In 1945 werd de fabriek bestempeld als vijandelijk eigendom. Hij werd in beslag genomen en verkocht aan H.B. Jacobs, die de administrateur van het bedrijf was. In 1960 werd een fabriek in Cuijk geopend. In 1970 werd de Nederlandse Export Papierfabriek opgenomen in de Bührmann-Tetterode-groep. De productie van de Nijmeegse fabriek werd geleidelijk naar Cuijk overgeheveld, waarop de Nijmeegse fabriek sloot en in 1977 werd gesloopt.